# Ainhoa Alguacil Amores
Ainhoa Alguacil Amores (Burjassot, 8 de gener de 2006) és una jugadora de futbol valenciana. Juga com a migcampista al València CF, i té el rècord de ser la jugadores més jove en la història del club a debutar en la Primera Divisió després d'estrenar-se enfront del Llevant UE en un partit al maig de 2022. A més, es va proclamar Campiona del Món en vèncer amb Espanya en la Copa Mundial Femenina Sub-17 de 2022.

## Carrera futbolística
Ainhoa va començar a jugar amb una edat molt primerenca. Amb tot just tres anys, va començar jugant en el club de Burjassot de Los Silos CF, a l'escola homònima. Després dels seus inicis en el club del seu poble, el València CF la fitxa amb huit anys per a entrar a formar part del planter.
Després de tres anys en el planter merengot, en la qual es va assentar com una de les principals promeses, la Selecció Valenciana la convoca per primera vegada per a entrar en l'equip. Allà va començar a jugar i es va consolidar com a capitana i va continuar participant en multitud de tornejos, arribant fins a la sub-17.
Amb 15 anys debuta en Primera Divisió amb el València. Ho fa al maig de 2022 en un derbi contra el Llevant, sent la jugadora més jove a fer-lo en la història del club.

## Selecció
Al començament de 2022 es proclama campiona del Torneig de Desenvolupament de la UEFA Sub-16 en un torneig celebrat a Portugal i, a l'octubre d'aquell mateix any, es va fer amb el títol de Campiona del Món Sub-17 en vèncer en la final contra Colòmbia, en un torneig celebrat a l'Índia.